# Saye Zerbo
Saye Zerbo  fue un militar y político burkinés que fungió como Presidente de facto de la República del Alto Volta (actual Burkina Faso) entre 1980 y 1982, después de deponer al presidente constitucional Sangoule Lamizana en un golpe militar no sangriento. Su presidencia fue muy breve, ya que entró en conflicto con los sindicatos, y un nuevo golpe de Estado lo derrocó el 7 de noviembre de 1982, poco antes de que se cumplieran dos años de empezar su mandato, y se impuso un nuevo gobierno militar encabezado por Jean-Baptiste Ouédraogo.

## Biografía

### Primeros años
Zerbo nació en la Provincia de Sourou, en 1932, cuando el Alto Volta era aún una colonia francesa, y estudió en Saint-Louis, Senegal. Se unió al ejército francés en 1950 y estudió en la academia militar Academia Militar Saint-Cyr. Participó en la Guerra de Indochina y la guerra de Independencia de Argelia. Después de que el Alto Volta obtuviera su independencia de Francia, en 1960, Zerbo fue trasladado al ejército de este país un año más tarde.

### Presidencia (1980 - 1982)
Durante el gobierno de Sangoulé Lamizana, Zerbo había sido Ministro de Asuntos Exteriores entre 1974 y 1976. El 25 de noviembre de 1980, Zerbo organizó y llevó a cabo un golpe de Estado que derrocó a Lamizana, el cual había sido reelegido democráticamente en 1978, y ocupó de facto la jefatura de estado y de gobierno. Derogó la constitución de 1977 e instauró el "Comité Militar de Recuperación del Progreso Nacional", una Junta Militar como órgano supremo del estado.
A pesar de que inicialmente lo habían apoyado, los sindicatos del país rápidamente entraron en conflicto con Zerbo por su acumulación de poder. El 7 de noviembre de 1982, casi dos años después de haber llegado al poder, un nuevo golpe de Estado, esta vez dirigido por Jean-Baptiste Ouédraogo, depuso a Zerbo, disolvió el "Comité Militar de Recuperación del Progreso Nacional", colocando en su lugar el "Comité de Salvación Popular".

### Pospresidencia
Después de su derrocamiento, Zerbo fue encarcelado. Aunque Ouédraogo fue también derrocado en agosto de 1983, Zerbo continuó procesado por diversos delitos, siendo condenado finalmente a quince años de prisión. Durante su encarcelamiento, Zerbo se convirtió del Islam al Cristianismo. Fue liberado finalmente en 1985 y su sentencia fue anulada el 18 de febrero de 1997. Falleció a los ochenta y un años el 19 de septiembre de 2013.
| Predecesor: Aboubacar Sangoulé Lamizana | Presidente de Alto Volta 1980 - 1982 | Sucesor: Jean-Baptiste Ouédraogo |